# Dead Space Ignition
 (mai 2017).
Si vous disposez d'ouvrages ou d'articles de référence ou si vous connaissez des sites web de qualité traitant du thème abordé ici, merci de compléter l'article en donnant les références utiles à sa vérifiabilité et en les liant à la section « Notes et références ».
Dead Space Ignition est un jeu vidéo de puzzle et d'action développé par Megatube et Sumo Digital. Il est édité par Electronic Arts sur Xbox Live Arcade et PlayStation Network. Situé chronologiquement entre les deux premiers épisodes de la série principale, Dead Space Ignition sort le 12 octobre 2010 en Amérique du Nord et le lendemain en Europe et en Australie. Le jeu se présente sous la forme de ce que son producteur exécutif, Steve Papoutsis, décrit comme un « jeu à la manière d'un comic interactif ». Il est écrit par Antony Johnston, scénariste des jeux et du comic Dead Space.
À la fin du jeu, les joueurs reçoivent des bonus pour Dead Space 2 , comme un costume sur le thème des hackers (15% d'armure et 15 emplacements d'inventaire) ainsi qu'un bonus pour les mini-jeux de « hack » de Dead Space 2. Les joueurs reçoivent également un « Contact Beam » avec un thème « hackers », des points de force supplémentaires, des kits médicaux, des munitions et des logs audio. Les joueurs trouveront ces bonus dans des pièces de stockage qui se débloquent via la sauvegarde d'une partie Dead Space Ignition terminée.
Le communiqué de presse de EA souligne l'intrigue simple de Ignition révélant que le jeu « se passe à bord de la « Méduse » (le cadre de l'action de Dead Space 2) et met au défi les joueurs de survivre à l'épidémie initiale des Nécromorphes", celle à l'origine du scénario de Dead Space 2 ». Steve Papoutsis, producteur exécutif du jeu Ignition, suggère que le titre, premier d'une série d'ajouts à la série, « va donner aux fans de Dead Space une perspective unique sur les événements ayant conduit à Dead Space 2 et va aussi rendre plus accessible l'histoire aux nouveaux joueurs »,.

## Synopsis
Un ingénieur du nom de Franco Delile (avatar du joueur) et sa coéquipière Sarah sont appelés pour réparer un ascenseur de la Méduse (une station spatiale d'un des éclats de Titan, une des lunes de Saturne qui a été « éventrée ») où ils découvrent des preuves de sabotage. Ils sont alors appelés pour réparer l'ordinateur central et trouvent, là aussi, que les dommages sont intentionnels. En allant d'une mission à une autre, ils entendent des cris au loin et décident d'enquêter, ils sont alors témoins d'attaque de personnes par des êtres monstrueux et grotesques appelés les « Nécromorphes ». Franco et Sarah parviennent à s'échapper en utilisant le tramway. À partir de là, ils sont envoyés un peu partout dans la Méduse dans une tentative de plus en plus désespérée de réparer les systèmes de la station spatiale tout en subissant les attaques des Nécromorphes.

## Système de jeu
Dead Space Ignition est un jeu de réflexion, et en tant que tel il inclut une variété de puzzles basés sur la logique mais aussi d'autres demandant de la dextérité.

## Voix des personnages
- Manoel Felciano : Franco Delille
- Jaquelynn Herrera : Sarah Andarsyn
- Tom Chantler : Commandant Weaver
- Bob Sarlatte : Hodgkens, Berkhoff
- Steven Anthony Jones : Prêtre, Officier de sécurité
- Colin Thomson : Superviseur du sas, Ingénieur 2
- Daron Jennings : Docteur, Homme, Personnel
- Sydney Rainin : Infirmière, Femme hystérique
- David Rosenthal : Patient, Homme 2
- Lawrence Radecker : Ingénieur, Officier de sécurité 2, Employé
- Owen Thomas : Krieg

## Accueil
Ignition reçoit des critiques largement négatives lors de sa sortie, elles portent notamment sur ses scènes cinématiques proposées dans un style proche du comic book, ainsi que sur plusieurs éléments de gameplay. Game Informer le note 2,5/10 en lui reprochant une expérience de jeu proche du « prochain Fuzion Frenzy ». En France, Jeuxvideo.com l'affuble d'un 7/20, critiquant « un trio de mini-jeux développés à la va-vite ».